# Синмартіну-Сирбеск
Синмартіну-Сирбеск (рум. Sânmartinu Sârbesc) — село у повіті Тіміш в Румунії. Входить до складу комуни Печу-Ноу.
Село розташоване на відстані 424 км на захід від Бухареста, 26 км на південний захід від Тімішоари.

## Населення
За даними перепису населення 2002 року у селі проживали 997 осіб.
Національний склад населення села:
| Національність | Кількість осіб | Відсоток |
| -------------- | -------------- | -------- |
| румуни         | 481            | 48,2%    |
| серби          | 457            | 45,8%    |
| українці       | 31             | 3,1%     |
| цигани         | 15             | 1,5%     |
| угорці         | 12             | 1,2%     |

Рідною мовою назвали:
| Мова       | Кількість осіб | Відсоток |
| ---------- | -------------- | -------- |
| румунська  | 482            | 48,3%    |
| сербська   | 458            | 45,9%    |
| українська | 30             | 3,0%     |
| циганська  | 15             | 1,5%     |
| угорська   | 11             | 1,1%     |